# Dolno Selo, Kiustendil
Dolno Selo (în bulgară Долно Село) este un sat în comuna Kiustendil, regiunea Kiustendil,  Bulgaria. 

## Demografie
Componența etnică a satului Dolno Selo
     Turci (2,88%)
     Bulgari (95,19%)
     Nicio identificare (1,92%)
     Altele (0%)
La recensământul din 2011, populația satului Dolno Selo era de 104 locuitori. Din punct de vedere etnic, majoritatea locuitorilor (95,19%) erau bulgari, cu o minoritate de turci (2,88%). Pentru 1,92% din locuitori nu este cunoscută apartenența etnică.